# Kunbir forticornis
Kunbir forticornis är en skalbaggsart som beskrevs av Holzschuh 1991. Kunbir forticornis ingår i släktet Kunbir och familjen långhorningar. Inga underarter finns listade i Catalogue of Life.